# Bangka Tengah
Bangka Tengah ist ein indonesischer Regierungsbezirk (Kabupaten) in der indonesischen Provinz Bangka-Belitung. Ende 2023 leben hier über 200.000 Menschen auf 2260 Quadratkilometern. Der Regierungssitz des Kabupaten Bangka Tengah ist der Küstenort Koba.

## Geographie
Der Bezirk Bangka Tengah ist mit 13,54 Prozent der kleinste der sechs Kabupaten der Provinz. Damit belegt er Rang 83 der 120 Kabupaten auf der Insel Sumatra.

### Wetter und Klima
Die Insel Bangka liegt auf der südlichen Hemisphäre und es herrscht tropisches Regenwaldklima (feuchttropisches Klima). Man unterscheidet eine trockene Jahreszeit (April bis Juni) und die Regenzeit (September bis Dezember). Im Jahr 2020 lagen die Temperaturen im Bezirk Bangka Tengah im Bereich zwischen 21,4 und 34,0 °C, der Mittelwert betrug 26,8 °C. Die Feuchte lag im Mittel bei 73 Prozent und die Sonnenscheindauer betrug 57,5 Prozent. An 186 Tagen gab es 2871,5 mm Niederschlag.

### Lage
Der Kabupaten Bangka Tengah liegt in der Mitte der Insel Bangka und grenzt im Norden an den Kabupaten Bangka, im Nordosten an die Provinzhauptstadt Pangkal Pinang und im Süden an den Kabupaten Bangka Selatan. Im Osten bildet die Karimata-Straße und im Westen die Bangkastraße eine natürliche Grenze. Die Entfernung von Koba nach Pangkal Pinang beträgt 58, die nach Muntok 196 Kilometer.
Die beiden längsten Flüsse fließen durch den Kecamatan Koba, der Sungai Kurau mit 44,6 und der Sungai Nibung mit 43,8 Kilometern Länge.
Zum Bezirk gehören 24 Inseln.
Der Bezirk erstreckt sich zwischen 2° 08′ 40,3″ und 2° 43′ 16,3″ s. Br. und 105° 44′ 47,2″ und 107° 05′ 10,1″ ö. L.

## Verwaltungsgliederung
Bangka Tengah gliedert sich seit 2006 in sechs Distrikte oder Unterbezirke (indonesisch Kecamatan) mit 63 Dörfern (indonesisch Desa) von denen 7 als Kelurahan städtisch geprägt sind.
| Code 1   | Kecamatan Distrikt | Ibu Kota Verwaltungssitz | Fläche (km²) | Einw. Census 2010 2 | Volkszählung 2020 3 | Volkszählung 2020 3 | Volkszählung 2020 3 | Anzahl der Dörfer | Anzahl der Dörfer |
| Code 1   | Kecamatan Distrikt | Ibu Kota Verwaltungssitz | Fläche (km²) | Einw. Census 2010 2 | Einw. 3             | 0Dichte 40          | Sex Ratio 5         | Anzahl der Dörfer | Anzahl der Dörfer |
| -------- | ------------------ | ------------------------ | ------------ | ------------------- | ------------------- | ------------------- | ------------------- | ----------------- | ----------------- |
| 19.04.01 | Koba               | Koba                     | 390,57       | 34.808              | 42.929              | 109,9               | 107,49              | 11 6              |                   |
| 19.04.02 | Pangkalan Baru00   | Dul                      | 108,18       | 37.473              | 46.027              | 425,5               | 104,99              | 12 7              |                   |
| 19.04.03 | Sungai Selan       | Sungai Selan             | 789,74       | 30.048              | 36.073              | 45,7                | 109,60              | 13 8              |                   |
| 19.04.04 | Simpang Katis      | Simpang Katis            | 230,34       | 22.275              | 25.927              | 112,6               | 106,87              | 10                |                   |
| 19.04.05 | Namang             | Namang                   | 204,10       | 13.912              | 16.837              | 82,5                | 109,91              | 8                 |                   |
| 19.04.06 | Lubuk Besar        | Lubuk Besar              | 546,10       | 22.712              | 31.153              | 57,1                | 110,11              | 9                 |                   |
| 19.04    | Kab. Bangka Tengah | Kab. Bangka Tengah       | 2.269,03     | 161.228             | 198.946             | 87,7                | 107,81              | 63 (56/7)         |                   |

## Geschichte
Der Kabupaten Bangka Tengah entstand zusammen mit zwei weiteren Einheiten (Barat und Selatan). Sie entstanden Anfang des Jahres 2003 aus dem Kabupaten Bangka, einem der beiden „Gründungsbezirke“ der im Jahr 2000 gebildeten Provinz Kepulauan Bangka Belitung. Hierbei gab der „Mutterbezirk“ Bangka 18,7 Prozent seines Territoriums (4 Kecamatan mit 2.155,77 von 11.534,14 km²) an den neugebildeten Kabupaten ab.
Durch Ausgliederung von Dörfern entstanden drei neue Kecamatan, so Ende 2006 Namang (7 von 18 Dörfern des Kec. Pangkalan Baru) und Lubuk Besar (8 der 19 Dörfer des Kec. Koba).

## Demographie
Bangka Tengah vereint 13,57 % der Provinzbevölkerung, damit wird der vorletzten Platz unter den sechs Kabupaten belegt – entsprechend Platz 88 von 120 Kabupaten auf der Insel Sumatra. Die Bevölkerungsdichte von 91,2 Einwohnern je Quadratkilometer ist nach dem Kab. Bangka die zweithöchste der Kabupaten.
Der Frauenanteil hat sich zwischen den beiden Volkszählungen 2010 und 2020 sowie zum Jahresende 2023 ständig erhöht und bewegt sich auf Werten um die 49 Prozent.
| Religion im Jahr 2020 | Religion im Jahr 2020 | Religion im Jahr 2020 | Religion im Jahr 2020 |
| Religion              | Anzahl                | Anteil (%)            | Gebäude               |
| --------------------- | --------------------- | --------------------- | --------------------- |
| Islam                 | 171.140               | 88,02                 | 129 1                 |
| Christen insg.        | 009.908 2             | 05,10                 | 039                   |
| Davon:                |                       |                       |                       |
| Protestanten          | 004.907               | 49,53                 | 24                    |
| Katholiken            | 005.001               | 50,47                 | 17                    |
|                       |                       |                       |                       |
| Hindus                | 0000.57               | 00,03                 | 3 Pura                |
| Buddhisten            | 006.172 2             | 03,17                 | 17 Kelenteng          |
| Konfuzianer           | 007.152 2             | 03,68                 | 10 Vihara             |

| Jahr  | Gesamt- Bevölkerung | Männer   | %      | Frauen  | %      |
| ----- | ------------------- | -------- | ------ | ------- | ------ |
| 02010 | 0161.228            | 0084.424 | 052,36 | 076.804 | 047,64 |
| 02020 | 0198.946            | 0103.212 | 051,88 | 095.734 | 048,12 |
| 02023 | 0206.478            | 0106.609 | 052,88 | 099.869 | 049,12 |

### Soziale Daten 2020
| Merkmal                                                             | Kab. Bangka Tengah | 0Prov. Kep. Bangka Belitung0 |
| ------------------------------------------------------------------- | ------------------ | ---------------------------- |
| Bevölkerung unterhalb der Armutsgrenze (Tsd.)00                     | 09,64              | 68,39                        |
| Anteil der „armen Bevölkerung“ (indonesisch Penduduk miskin) (%)000 | 04,85              | 04,53                        |
| Arbeitslosenrate (%)                                                | 05,42              | 05,59                        |
| Lebenserwartung bei der Geburt (Jahre)                              | 71,36              | 70,64                        |
| HDI-Index                                                           | 70,45              | 71,47                        |
| Analphabetenrate (in %, 15+ J.)                                     | 04,61              | 01,92                        |
| Anteil der Altersgruppen                                            | 0Real0             | 0Prozentual0                 |
| Kinder (<15 J.)                                                     | 081.4660           | 24,97                        |
| arbeitsfähige Bevölkerung (15–64 J.)                                | 227.2060           | 69,64                        |
| Rentner und Pensionäre (>65 J.)                                     | 017.5930           | 05,39                        |

### Aktuelle Daten der Bevölkerungsfortschreibung
Nachfolgende Tabelle gibt den Einwohnerstand nach Geschlecht vom Jahresende 2022 und 2023 wieder. Er resultiert aus den Ergebnissen der Fortschreibung durch die örtlichen Zivilregistrierungsbüros (Disdukcapil, indonesisch Dinas Kependudukan dan Pencatatan Sipil) und kann in einer interaktiven Karte abgerufen werden.
| Kecamatan             | 31.12.2022 | 31.12.2022 | 31.12.2022 | Fläche km² | 31.12.2023 | 31.12.2023 | 31.12.2023 | 31.12.2023         | 31.12.2023          |
| Kecamatan             | 0Insg.     | männl.     | weibl.     | Fläche km² | 0Insg.     | männl.     | weibl.     | Dichte [Einw./km²] | Sex Ratio [M*100/F] |
| --------------------- | ---------- | ---------- | ---------- | ---------- | ---------- | ---------- | ---------- | ------------------ | ------------------- |
| Koba                  | 44.533     | 22.885     | 21.648     | 347,03     | 45540      | 23442      | 22098      | 131,2              | 106,08              |
| Pangkalan Baru        | 43.241     | 22.081     | 21.160     | 107,69     | 43939      | 22422      | 21517      | 408,0              | 104,21              |
| Sungai Selan          | 37.219     | 19.382     | 17.837     | 798,15     | 38169      | 19889      | 18280      | 47,8               | 108,80              |
| Simpang Katis         | 26.750     | 13.777     | 12.973     | 224,19     | 27093      | 13978      | 13115      | 120,8              | 106,58              |
| Namang                | 17.476     | 9.100      | 8.376      | 203,70     | 17746      | 9248       | 8498       | 87,1               | 108,83              |
| Lubuk Besar           | 32.912     | 17.130     | 15.782     | 543,13     | 33991      | 17630      | 16361      | 62,6               | 107,76              |
| Kab. Bangka Tengah000 | 202.131    | 104.355    | 97.776     | 2.223,89 1 | 206.478    | 106.609    | 99.869     | 92,9               | 106,75              |